# Hyalobagrus leiacanthus
Hyalobagrus leiacanthus är en fiskart som beskrevs av Ng och Kottelat, 1998. Hyalobagrus leiacanthus ingår i släktet Hyalobagrus och familjen Bagridae. Inga underarter finns listade i Catalogue of Life.